# Головновка (Иркутская область)
Головновка — деревня в Жигаловском районе Иркутской области России. Входит в состав Рудовского сельского поселения.

## География
Деревня находится на правом берегу реки Лена, на расстоянии примерно 3 км к юго-востоку от рабочего посёлка Жигалово, административного центра района. Ближайшие населённые пункты — сёла Рудовка и Тутура.

## Население
| 2002 | 2010 | 2011 | 2012 |
| ---- | ---- | ---- | ---- |
| 216  | ↘195 | ↘194 | ↘186 |

### Половой состав
По данным Всероссийской переписи, в 2010 году численность населения деревни составляла 195 человек (91 мужчина и 104 женщины).

## Улицы
Уличная сеть деревни состоит из двух улиц (ул. Пчелова и ул. Центральная).